# Гафаров, Шамсутдин Шайхитдинович
Шамсутди́н Шайхитди́нович Гафа́ров (баш. Шәмсетдин Шәйхетдин улы Ғафаров; 1896—1937) — советский военный деятель, участник революционного движения, Первой мировой и Гражданской войн, советско‑польской войны 1920 года. Дважды Краснознамёнец.

## Биография
Родился 16 августа 1896 года в деревне Кульчурово (ныне Баймакского района Республики Башкортостан).
Окончил Темясовскую русско-башкирскую школу. С 1915 года участвовал в Первой мировой войне. Получил звание вахмистра.
С 1918 года являлся командиром взвода 1-го Башкирского кавалерийского полка имени Амира Карамышева Башкирской армии. С 1919 года служил в составе 1-го Башкирского кавалерийского полка Башкирской отдельной кавалерийской бригады.
С октября 1919 года в составе 5‑го Башкирского кавалерийского полка принимал участие в обороне Петрограда. С мая 1920 года в должности командира 4-го эскадрона 27-го Башкирского кавалерийского полка Башкирской отдельной кавалерийской бригады участвовал в советско-польской войне. За проявленный героизм в боях был дважды награждён орденом Красного Знамени, почётным оружием (именным мечом).
После окончания войны являлся начальником хозяйственной команды 27-го Башкирского кавалерийского полка, далее служил командиром взвода 2-го Башкирского полка. В 1921 году был демобилизован, вернулся на родину.
В 1921—1923 годах служил помощником военного комиссара Зилаирского кантона Башкирской АССР. В 1924 году окончил Казанскую военно‑политическую школу.
В 1924—1929 годах работал инспектором, заведующим бегунной фабрикой Тубинского рудника. С 1929 года служил командиром дивизиона 1-й Уфимской ведомственной милиции, с 1934 года — командиром отдельного взвода.
17 октября 1937 года был репрессирован, обвинён в контрреволюционной деятельности и заключён в тюрьму. 8 декабря 1937 года расстрелян. В 1956 году был реабилитирован.

## Награды
- Два ордена Красного Знамени (17.02.1921, 31.12.1921)[5]
- Почётное оружие (сабля).